# Анжелье (кратер)
Анжелье (лат. Engelier) — 504-километровый ударный кратер на Япете (спутнике Сатурна). Расположенный на земле Сарагоса (южной половине яркой области Япета). Координаты центра — 40°30′ ю. ш. 95°18′ в. д. / 40,5° ю. ш. 95,3° в. д. Это третий по величине наименованный кратер Япета (после кратеров Абим и Торжис); он входит в число крупнейших кратеров Солнечной системы. Частично перекрывает несколько меньший по размеру кратер Жерен.
Назван именем одного из персонажей французского эпоса «Песнь о Роланде», гасконского рыцаря Анжелье. Это название было утверждено Международным астрономическим союзом в 2008 году.

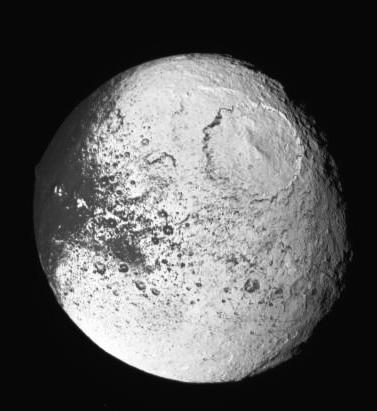
Кратер Анжелье — в верхнем правом углу (снимок космического аппарата «Кассини-Гюйгенс»)
Стрелками показаны центры кратеров Анжелье (слева) и Жерен (справа)